# Idoia López Riaño
Idoia López Riaño, ps. „Tania” (ur. 19 marca 1964 r. w San Sebastián) – baskijska terrorystka, członkini ETA.

## Życiorys
Urodzona w 19 marca 1964 r. w San Sebastián, dorastała w Errenterii, gdzie szybko związała się z grupa nacjonalistycznymi. Wstąpiła do ETA w 1982 r. i od enerdowskiej towarzyszki Ernesto Che Guevary przyjęła pseudonim „Tania”. W organizacji była także nazywana „Tygrysicą” i „Margaritą”, które to pseudonimy pochodziły od urody i okrucieństwa, którym się wykazywała. Na początku trafiła do działającego w prowincji Guipúzcoa komanda Oker, które było odpowiedzialne za trzy zabójstwa. Po kilku miesiącach znalazła się w składzie elitarnego komanda „Madryt”. Była odpowiedzialna za kilka zamachów dokonanych między kwietniem i wrześniem 1986 roku, w tym dwóch zamachów bombowych, w którym zginęło odpowiednio 5 i 14 policjantów. Informacje o procedurach bezpieczeństwa stosowanych w hiszpańskiej policji i służbach specjalnych zdobywała uwodząc baskijskich policjantów. We wrześniu 1986 r. kierownictwa ETA skierowało ją na kilkuletni urlop w Algierii i Francji.
Powróciła do Baskonii w 1991 r. i stała się członkiem komanda „Ekaitz”, które przygotowywało zamachy w wielu regionach Hiszpanii. W trakcie tych akcji niejednokrotnie osobiście strzelała do celów. Została aresztowana we Francji i skazana na pięć lat więzienia, a w 2001 r. została wydana Hiszpanii, gdzie rok później za 23 zabójstwa skazano ją na 2111 lat więzienia. W trakcie procesu zachowywała się wyzywająco, nie okazała skruchy i przyznała się tylko do dwóch zabójstw. Przez pierwsze lata w więzieniu wielokrotnie karano ją dyscyplinarnie, ale z czasem zerwała z ETA, potępiła terroryzm, podjęła współpracę z wymiarem sprawiedliwości i poprosiła ofiary o wybaczenie. W 2011 r. organizacja więźniów ETA usunęła ją z organizacji za zdradę. Od tego czasu w licznych listach dowodziła, że od lat 1980. kwestionowała metody działania ETA i podporządkowywała się im pod groźbą śmierci z rąk współtowarzyszy.
W więzieniu ukończyła zaoczne studia dziennikarskie.
W 2016 r. wyszła po raz pierwszy na przepustkę, w 2017 r. możliwe jest warunkowe zwolnienie.